# Ovodynerus
Ovodynerus (лат.) — род одиночных ос (Eumeninae).

## Описание
От близких родов ос отличается следующими признаками: метанотум без дорзума, круто наклонен; скутеллюм без килей; клипеус без килей; тергит II без срединного продольного киля. Тегулы мелкие, почти вдвое меньше чем скутеллюм. Метанотум двузубчатый. Тегулы сужаются кзади, достигая заднего конца паратегул. Пронотум шире длины в дорсальном виде; тергит I длиннее ширины в дорсальном виде; задний конец тергита II с неглубокой впадиной. Тергит I более чем в 0,5 раза шире тергита II в дорсальном виде. Средние голени с одной шпорой. Переднее крыло с первой и второй возвратными жилками, исходящими в субмаргинальной ячейке II.

## Классификация
В мировой фауне известно 11 видов. Афротропика.
- Ovodynerus ashtonensis Gusenleitner, 2005
- Ovodynerus capicola (Meade-Waldo, 1915)
- Ovodynerus chapini (Bequaert, 1918)
- Ovodynerus ferrugineimaculatus Giordani Soika, 1985
- Ovodynerus humeralis Giordani Soika, 1989
- Ovodynerus kabarensis (Bequaert, 1918)
- Ovodynerus leviclypeus Gusenleitner, 1999
- Ovodynerus sjoestedti (Cameron, 1910)
- Ovodynerus tricoloratus Gusenleitner, 2003
- Ovodynerus willowmorensis Giordani Soika, 1985
- Ovodynerus yngvei (Cameron, 1910)